# Second Mesa
Second Mesa es un lugar designado por el censo ubicado en el condado de Navajo en el estado estadounidense de Arizona. En el Censo de 2010 tenía una población de 962 habitantes y una densidad poblacional de 9,25 personas por km².

## Geografía
Second Mesa se encuentra ubicado en las coordenadas 35°50′54″N 110°29′54″O / 35.84833, -110.49833. Según la Oficina del Censo de los Estados Unidos, Second Mesa tiene una superficie total de 103.96 km², de la cual 103.92 km² corresponden a tierra firme y (0.04%) 0.04 km² es agua.

## Demografía
Según el censo de 2010, había 962 personas residiendo en Second Mesa. La densidad de población era de 9,25 hab./km². De los 962 habitantes, Second Mesa estaba compuesto por el 2.18% blancos, el 0.21% eran afroamericanos, el 95.74% eran amerindios, el 1.04% eran asiáticos, el 0% eran isleños del Pacífico, el 0% eran de otras razas y el 0.83% pertenecían a dos o más razas. Del total de la población el 2.49% eran hispanos o latinos de cualquier raza.